# Copestylum melleum
Copestylum melleum är en tvåvingeart som först beskrevs av Jannicke 1867.  Copestylum melleum ingår i släktet Copestylum och familjen blomflugor. Inga underarter finns listade i Catalogue of Life.